# Adi Shamir
Adi Shamir (Tel Aviv, 6 de julio de 1952) es un criptógrafo israelí. Fue uno de los inventores del algoritmo RSA (junto con Ron Rivest y Len Adleman), y ha hecho numerosas contribuciones a los campos de la criptografía y las ciencias de la computación.

## Educación
Tras recibir su licenciatura en Matemáticas por la Universidad de Tel Aviv en 1973, Shamir siguió estudiando para conseguir su máster y doctorado en Ciencias de la Computación por el Instituto Weizmann en 1975 y 1977 respectivamente. Su tesis se tituló Fixed Points of Recursive Programs (Puntos fijos de programas recursivos). Tras un postdoctorado de un año en la Universidad de Warwick, realizó trabajos investigadores en el MIT (1977–1980) antes de volver para formar parte del profesorado de Matemáticas y Ciencias de la Computación en el Instituto Weizmann.

## Investigación
Aparte de RSA, las numerosas contribuciones de Shamir a la criptografía incluyen el esquema de compartición de secretos que lleva su nombre, la ruptura del criptosistema de Merkle-Hellman, criptografía visual, y los dispositivos de factorización de enteros TWIRL y TWINKLE. Junto a Eli Biham, descubrió el criptoanálisis diferencial, un método general para atacar cifrado por bloques. (Después se supo que el criptoanálisis diferencial ya era conocido, y mantenido en secreto por IBM y la NSA.)
Shamir también contribuyó a las ciencias de la computación en ramas distintas de la criptografía, por ejemplo demostrando la equivalencia de las clases de complejidad PSPACE e IP.

## Premios
En reconocimiento a sus contribuciones a la criptografía, Shamir recibió en 2002, junto con Rivest y Adleman, el Premio Turing de la ACM. Shamir ha recibido también el Premio Kannelakis, el Premio Erdös de la Sociedad Matemática Israelí, el Premio W.R.G. del IEEE, el Premio Científico UAP, la Medalla de Oro PIUS XI de la Santa Sede y el premio Koji Kobayashi del IEEE.
Gran Medalla de la Academia de Ciencias de Francia en 2012 también por sus trabajos en criptografía.
En 2017 fue galardonado con el Premio Fundación BBVA Fronteras del Conocimiento, en la categoría de Tecnologías de la Información y la Comunicación.
En 2024 fue galardonado con el Premio Wolf en Matemática.